# Светловидов, Николай Афанасьевич
Николай Афанасьевич Светлови́дов (настоящая фамилия — Седы́х; 17 декабря 1889, Курск — 20 ноября 1970, Москва, РСФСР, СССР) — советский, украинский и российский актёр театра и кино, театральный режиссёр, педагог. Лауреат двух Сталинских премий первой степени (1942, 1949). Народный артист СССР (1965).

## Биография
Николай Седых родился 5 (17) декабря 1889 года в Курске в семье мелкого служащего.
Начал актёрскую деятельность с 14-летнего возраста сначала в самодеятельности (артист детской труппы И. Л. Полюдина в Киеве), затем в провинциальных антрепризах. После окончания Киевского Первого коммерческого училища в 1907 году вступил в профессиональную провинциальную актёрскую труппу «Новая драма» под руководством М. Давыдова. Проработав там три года, возвратился в Киев и в 1909 году поступил на драматическое отделение в частную Оперно-драматическую студию М. Е. Медведева по классу Н. Е. Савинова, со 2-го курса которой был принят труппу Театра Соловцова.
В 1912—1913 годах — рядовой 7-й воздухоплавательной роты в Киеве.
В 1913—1914 годах — актёр Лукьяновского Народного дома в Киеве, в 1914—1915 — Киевского 2-го городского русского театра антрепренёра Б. фон Мевеса, в 1915—1916 — Оренбургского театра (антреприза З. А. Малиновской), в 1916—1917 — Иркутского театра (антреприза А. П. Двинского), в 1917—1918 — Пензенского театра им. В. Г. Белинского (ныне Пензенский областной драматический театр имени А. В. Луначарского), в 1918—1923 — 2-го театра Украинской советской республики им. Ленина (бывший Театр Соловцова) в Киеве, летом 1923 — Черниговского театра, в 1923—1924 — Харьковского театра драмы под руководством Н. Н. Синельникова, летом 1924 — Новороссийсккого театра, в 1924—1925 — Ростовского театра драмы под руководством Н. Н. Синельникова, в 1925—1933 — актёр и режиссёр Киевского театра русской драмы (ныне Национальный академический театр русской драмы имени Леси Украинки).

Николай Афанасьевич вспоминал, как в 1919 году по улицам Киева шагал оркестр, а за ним — пестрая толпа, одетая в испанские костюмы начала XVI века, — крестьяне, воины, вельможи. То шли артисты Киевского театра имени Ленина в рабочий поселок показать пьесу Л. де Веги «Овечий источник». Это был первый спектакль, поставленный в театре после освобождения Киева от петлюровцев. Роль крестьянина Менго исполнял Н. А. Светловидов.
С 1933 года — актёр Малого театра в Москве.

Играл характерные комедийные и драматические роли. В комедийные образы он часто вносил драматические ноты, сатиричность. Мягкий юмор, точность внешнего рисунка, глубина психологического раскрытия образа отличали многие работы актёра. 
Вёл концертную деятельность.
В 1919—1922 годах преподавал в драматической студии при 2-м театре Украинской советской республики им. Ленина (бывший Театр Соловцова) в Киеве, в 1957—1958 — в Высшем театральном училище им. М. С. Щепкина при Малом театре СССР.
Член ВКП(б) с 1943 года.
Николай Афанасьевич Светловидов умер 20 ноября 1970 года в Москве. Урна с прахом захоронена в колумбарии Новодевичьего кладбища.

### Семья
- Жена — Инна Борисовна Светловидова (1905—1970).
- Дочь — Светлана Николаевна Светловидова (1934—1966).

## Награды и звания
- Народный артист РСФСР (23.09.1937)[6]
- Народный артист СССР (1965)
- Сталинская премия первой степени (1942) — за исполнение роли Долгоносика в спектакле «В степях Украины» А. Е. Корнейчука[7]
- Сталинская премия первой степени (1949) — за исполнение роли Сергея Сергеевича Зайцева в спектакле «Московский характер» А. В. Софронова[8]
- Два ордена Трудового Красного Знамени (23.09.1937 — за выдающиеся заслуги в деле развития русского театрального искусства, 1949)
- Медаль «За оборону Москвы» (1945)
- Медаль «За доблестный труд в Великой Отечественной войне 1941—1945 гг.» (1945)
- Медаль «В память 800-летия Москвы» (1948)

## Творчество

### Роли в театре

#### Провинциальные театры
- «Буря» У. Шекспира — Фердинанд
- «Горе от ума» А. C. Грибоедова — Чацкий
- «Без вины виноватые» А. Н. Островского — Незнамов
- «Безумный день, или Женитьба Фигаро» Бомарше — Фигаро
- «Оптимистическая трагедия» Вс. В. Вишневского — Сиплый[9] и др.

#### Малый театр
- 1933 — «Любовь Яровая» К. А. Тренева — Швандя
- 1934 — «Бойцы» Б. С. Ромашова — Гулин
- 1934 — «Бешеные деньги» А. Н. Островского — Иван Петрович Телятев
- 1935 — «Волки и овцы» А. Н. Островского — Аполлон Викторович Мурзавецкий
- 1936 — «Смерть Тарелкина» А. В. Сухово-Кобылина — Иван Антонович Расплюев
- 1937 — «Каменный гость» («Камінний Господар») Л. Украинки — Лепорелло
- 1938 — «Ревизор» Н. В. Гоголя — Пётр Иванович Бобчинский
- 1938 — «Горе от ума» А. C. Грибоедова — Репетилов
- 1941 — «Партизаны в степях Украины» А. Е. Корнейчука — Филимон Филимонович Долгоносик[4].
- 1942 — «Отечественная война 1812 года» по Л. Н. Толстому — граф Ростов
- 1942 — «Фронт» А. Н. Корнейчука — Крикун
- 1944 — «Волки и овцы» А. Н. Островского — Михаил Борисович Лыняев
- 1945 — «Двенадцатая ночь» У. Шекспира — Мальволио
- 1948 — «Коварство и любовь» Ф. Шиллера — гофмаршал фон Кальб
- 1948 — «Московский характер» А. В. Софронова — Сергей Сергеевич Зайцев[4]
- 1948 — «Бесприданница» А. Н. Островского — Робинзон
- 1949 — «Молодость» Л. Г. Зорина — Иван Лариков
- 1949 — «Ревизор» Н. В. Гоголя. Режиссёр: В. И. Цыганков — Пётр Иванович Бобчинский[10]
- 1951 — «Без вины виноватые» А. Н. Островского — Шмага
- 1952 — «Калиновая роща» А. Е. Корнейчука — Василий Крым
- 1954 — «Крылья» А. Е. Корнейчука — Фёдор Гаврилович Терещенко
- 1955 — «Такие времена» Е. Юрандота — Станислав Залишевский
- 1957 — «Село Степанчиково и его обитатели» по Ф. М. Достоевскому — Ежевикин
- 1958 — «Карточный домик» О. Н. Стукалова — Гаврилкин
- 1960 — «Любовь Яровая» К. А. Тренёва — Чир
- 1960 — «Иванов» А. П. Чехова — Косых
- 1963 — «Луна зашла» Д. Стейнбека — Джозеф
- 1963 — «Горе от ума» А. C. Грибоедова — Павел Афанасьевич Фамусов
- 1964 — «Украли консула» Г. Д. Мдивани — Консул

## Фильмография
- 1933 — Негр из Шеридана — секретарь союза
- 1950 — Секретная миссия — немецкий резидент
- 1951 — Спортивная честь — академик Ковригин
- 1952 — Горе от ума (фильм-спектакль) — Репетилов
- 1952 — Волки и овцы (фильм-спектакль) — Михаил Борисович Лыняев
- 1953 — Чук и Гек (короткометражный) — Микола Терентьич, попутчик в поезде
- 1956 — Крылья (фильм-спектакль) — Фёдор Гаврилович Терещенко
- 1957 — Они встретились в пути — преподаватель
- 1962 — Вашингтонская история(фильм-спектакль) — сенатор Томпсон
- 1963 — Павлик Морозов (фильм-спектакль) — потупчик, ветеран Гражданской войны
- 1964 — Свет далёкой звезды — Фокин
- 1966 — Игрок — Потапыч
- 1968 — Братья Карамазовы — Максимов